# Кинг-чарльз-спаниель
Кинг-чарльз-спаниель или Английский той спаниель (англ. King Charles Spaniel) — порода декоративных собак, выведенная в Великобритании.

## История породы
Порода возникла в XVI веке. Первые кинг-чарльз-спаниели принадлежали английским лордам. Позже порода утратила былую популярность. Однажды один из заводчиков решил восстановить породу по старым картинам с изображёнными на них спаниелями. Благодаря этому, сегодня эти собаки пользуются популярностью.
Селекционеры добились уменьшенного размера, чтобы сделать собаку компаньоном аристократических дам. В результате скрещиваний с восточными породами, такими как мопс и японский хин, получили собаку с большими глазами, куполообразным черепом с довольно выпуклой теменной частью и плоской мордой, которая пользовалась популярностью как комнатная собачка с Дальнего Востока. Самый известный поклонник породы — король Карл II. В честь него порода и получила свое название.

## Внешний вид

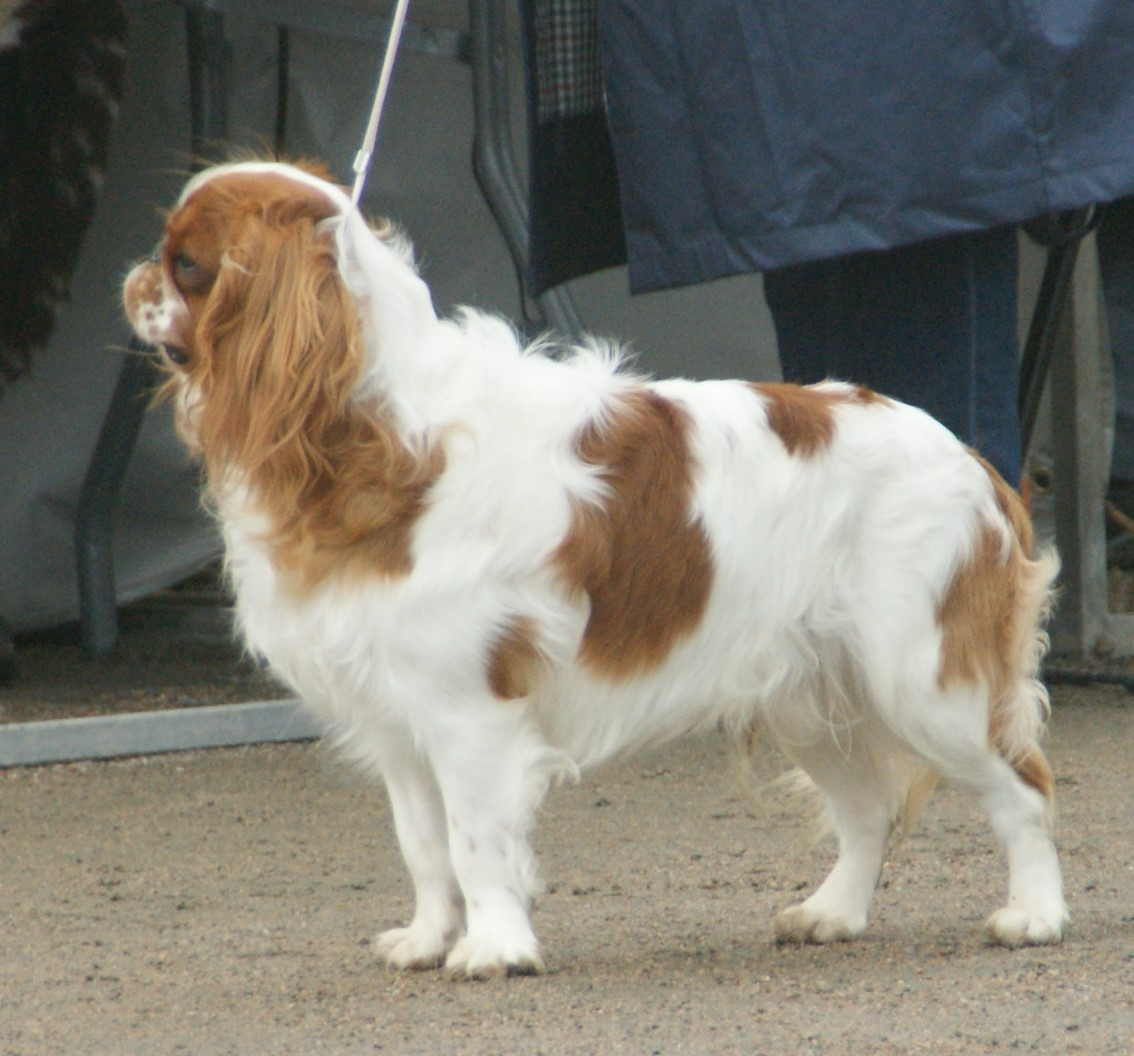

Кинг-чарльз-спаниель — элегантная, небольшая собака с длинной шерстью.
Породу часто путают с кавалер-кинг-чарльз-спаниелем. Основным отличием между породами является размер: вес кинг-чарльз-спаниеля 3,6-6,3 кг, в то время как вес кавалер-кинг-чарльз-спаниеля 5,9-8,3 кг. Рост породы 23-28 см.
Череп куполообразный с довольно короткой мордой и вздернутым носом чёрного цвета. Уши висячие и длинные, обильно покрыты шерстью. Глаза большие, темного цвета. Грудь широкая, спина короткая и ровная. Ноги короткие и прямые. Хвост часто купированный, может быть бобтейл.

### Шерсть
У той-спаниеля длинная, шелковистая шерсть, может быть с легкой волной. Ноги, уши и хвост обильно покрыты шерстью.
Разрешено 4 окраса:
- Чёрно-подпалый — насыщенный чёрный, с яркими рыжевато-коричневыми отметинами на морде, ногах, груди, внутренней стороне ушей, под хвостом и пятнами над глазами.
- Трехцветный - белый, с черными пятнами, рыжевато-коричневыми отметинами на щеках, внутренней стороне ушей, под хвостом и пятнами над глазами. Между глазами есть белая полоса.
- Блейнхейм — основной цвет белый, с каштаново-красными пятнами. По центру макушки должна быть чёткая проточина каштаново-красного цвета.
- Рубин — одноцветный, насыщенный каштаново-красный.[2][5]

## Темперамент и поведение
Кинг-чарльз-спаниель — это собака-компаньон, она безгранично предана своему хозяину и везде готова следовать за ним. Это очень жизнерадостные подвижные животные, которым необходимо внимание и нежность, они способны на полную самоотдачу ради своего хозяина. Они прекрасно уживаются в квартирах, при желании можно приучить к пеленке. К чужим относятся с опаской, лишены чувства злости. Удобные в поездках, можно возить в сумке на плече.
Несмотря на компактный размер, эти собаки активные и веселые компаньоны. Их любимое занятие — проводить время дома со своими хозяевами. Часто они очень привязываются к своим хозяевам и наслаждаются домашним уютом. Они могут стать хорошими маленькими сторожевыми собаками. Однако они также нуждаются в регулярной физической активности вне дома для поддержания физической формы, здоровья и тонуса. Многие из них отлично поддаются дрессировке и, как правило, очень любят игры.

## Здоровье
Сирингомиелия, серьёзная болезненная неврологическая патология, наблюдалась у некоторых кинг-чарльз-спаниелей. Как и многие небольшие породы, кинг-чарльз-спаниель может страдать от выпадения коленной чашечки. Представители породы с очень плоской мордой могут также испытывать респираторные проблемы.